# Llista de municipis de Pordenone
Aquesta és una llista de municipis de la província de Pordenone, amb el nom tant en italià com en friülà, així com la regió a la qual pertanyen.
| Italià                        | Friülà                   | regió del Friül               |
| ----------------------------- | ------------------------ | ----------------------------- |
| Andreis                       | Andreis                  | Friûl di là da l'Aghe (Alte)  |
| Arba                          | Darbe                    | Friûl di là da l'Aghe (Basse) |
| Arzene                        | Darzin                   | Friûl di là da l'Aghe (Basse) |
| Aviano                        | Davian                   | Friûl di là da l'Aghe (Alte)  |
| Azzano_Decimo                 | Daçan di Pordenon        | Friûl di là da l'Aghe (Basse) |
| Barcis                        | Barcis                   | Friûl di là da l'Aghe (Alte)  |
| Brugnera                      | Brugnere                 | Friûl di là da l'Aghe (Basse) |
| Budoia                        | Budoie                   | Friûl di là da l'Aghe (Alte)  |
| Caneva                        | Cjanive di Sacîl         | Friûl di là da l'Aghe (Basse) |
| Casarsa_della_Delizia         | Cjasarse                 | Friûl di là da l'Aghe (Basse) |
| Castelnovo_del_Friuli         | Cjistielgnûf             | Friûl di là da l'Aghe (Alte)  |
| Cavasso_Nuovo                 | Cjavàs                   | Friûl di là da l'Aghe (Alte)  |
| Chions                        | Cjons                    | Friûl di là da l'Aghe (Basse) |
| Cimolais                      | Cimolais                 | Friûl di là da l'Aghe (Alte)  |
| Claut                         | Claut                    | Friûl di là da l'Aghe (Alte)  |
| Clauzetto                     | Clausêt                  | Friûl di là da l'Aghe (Alte)  |
| Cordenons                     | Cordenons                | Friûl di là da l'Aghe (Basse) |
| Cordovado                     | Cordovât                 | Friûl di là da l'Aghe (Basse) |
| Erto_e_Casso                  | Nert e Cjas o Nert Cas   | Friûl di là da l'Aghe (Alte)  |
| Fanna                         | Fane                     | Friûl di là da l'Aghe (Alte)  |
| Fiume_Veneto                  | Vile di Flum             | Friûl di là da l'Aghe (Basse) |
| Fontanafredda                 | Fontanefrede             | Friûl di là da l'Aghe (Basse) |
| Frisanco                      | Frisanc                  | Friûl di là da l'Aghe (Alte)  |
| Maniago                       | Manià                    | Friûl di là da l'Aghe (Alte)  |
| Meduno                        | Midun                    | Friûl di là da l'Aghe (Alte)  |
| Montereale_Valcellina         | Montreâl                 | Friûl di là da l'Aghe (Alte)  |
| Morsano_al_Tagliamento        | Morsan des Ocjis         | Friûl di là da l'Aghe (Basse) |
| Pasiano_di_Pordenone          | Pasian di Pordenon       | Friûl di là da l'Aghe (Basse) |
| Pinzano_al_Tagliamento        | Pinçan                   | Friûl di là da l'Aghe (Alte)  |
| Polcenigo                     | Polcenic                 | Friûl di là da l'Aghe (Alte)  |
| Porcia                        | Purcie                   | Friûl di là da l'Aghe (Basse) |
| Pordenone                     | Pordenon                 | Friûl di là da l'Aghe (Basse) |
| Prata_di_Pordenone            | Prate                    | Friûl di là da l'Aghe (Basse) |
| Pravisdomini                  | Pravisdomini             | Friûl di là da l'Aghe (Basse) |
| Roveredo_in_Piano             | Lavorêt                  | Friûl di là da l'Aghe (Basse) |
| Sacile                        | Sacîl                    | Friûl di là da l'Aghe (Basse) |
| San_Giorgio_della_Richinvelda | Sant Zorç de Richinvelde | Friûl di là da l'Aghe (Basse) |
| San_Martino_al_Tagliamento    | Sant Martin di Voleson   | Friûl di là da l'Aghe (Basse) |
| San_Quirino                   | Sant Quarin              | Friûl di là da l'Aghe (Basse) |
| San_Vito_al_Tagliamento       | San Vît dal Tiliment     | Friûl di là da l'Aghe (Basse) |
| Sequals                       | Secuals                  | Friûl di là da l'Aghe (Basse) |
| Sesto_al_Reghena              | Siest                    | Friûl di là da l'Aghe (Basse) |
| Spilimbergo                   | Spilimberc               | Friûl di là da l'Aghe (Basse) |
| Tramonti_di_Sopra             | Tramonç Disore           | Friûl di là da l'Aghe (Alte)  |
| Tramonti_di_Sotto             | Tramonç Disot            | Friûl di là da l'Aghe (Alte)  |
| Travesio                      | Travês                   | Friûl di là da l'Aghe (Alte)  |
| Vajont                        | Vaiont                   | Friûl di là da l'Aghe (Alte)  |
| Valvasone                     | Voleson                  | Friûl di là da l'Aghe (Basse) |
| Vito_d'Asio                   | Vît                      | Friûl di là da l'Aghe (Alte)  |
| Vivaro (Pordenone)            | Vivâr                    | Friûl di là da l'Aghe (Basse) |
| Zoppola                       | Çopule                   | Friûl di là da l'Aghe (Basse) |